# Sandra Barsotti
Sandra Lucia Sonni Barsotti (Rio de Janeiro, 25 de abril de 1951) é uma atriz, modelo e roteirista brasileira de cinema e televisão, tornando-se famosa na época das pornochanchadas.

## Biografia
Filha de Marino Barsotti e Alice Sonni, Sandra é de origem italiana e francesa.
Estreou no teatro amador em peças infantis. Em 1971, com 20 anos, estreou no cinema como protagonista do filme Romualdo e Juliana, de André Williéme. A partir dai e ao longo da década de 70, consagrou-se como uma estrela da "pornochanchada", atuando em vários filmes do gênero.
Atua em apenas um filme na década de 1980, Um Casal de Três (1982), de Adriano Stuart e, na década de 90, participa em três filmes de Alvarina Souza e Silva, participando em 2000, noutro filme da mesma realizadora, Vida e Obra de Ramiro Miguez.
Em 1976 escreve o argumento do episódio dirigido por Francisco Pinto Jr. do filme em episódios Tem Alguém na Minha Cama.
Na televisão, a sua primeira aparição deu-se na novela Pecado Capital (1975), de Janete Clair, tendo tido um dos seus momentos altos, como protagonista em O Casarão, de Lauro César Muniz.
A partir da década de 80 privilegia a sua carreira na televisão, participando em novelas e minisséries.
Mantém uma longa carreira no teatro e fez inúmeras peças tanto no Brasil como em Portugal onde residiu nos anos 80.
De volta à TV em 2009, participou do elenco da novela da Rede Globo "Viver a Vida" e em 2011 da novela Morde e Assopra.
No teatro, em 2014 participou da montagem de Da Vida das Marionetes, versão do filme de Ingmar Bergman, Aus dem Leben der Marionetten.

## Filmografia

### Cinema[8]
| Ano  | Título                                            | Personagem           | Notas                       |
| ---- | ------------------------------------------------- | -------------------- | --------------------------- |
| 1971 | Romualdo e Juliana                                | Juliana              |                             |
| 1972 | O Grande Gozador                                  | Dulce                |                             |
| 1972 | Quando as Mulheres Paqueram                       | Patrícia             |                             |
| 1972 | Eu Transo, Ela Transa                             | Leninha              |                             |
| 1972 | A Difícil Vida Fácil                              | Ângela               |                             |
| 1973 | Divórcio à Brasileira                             | Solange I            |                             |
| 1973 | O Azarento                                        | Sandra               |                             |
| 1973 | Os Primeiros Momentos                             | Filha                |                             |
| 1973 | Como Nos Livrar do Saco                           | Samantha             |                             |
| 1973 | O Marido Virgem                                   | Márcia               |                             |
| 1974 | As Mulheres que Fazem Diferente                   | —                    | Segmento: "A Bela da Tarde" |
| 1974 | Um Varão Entre as Mulheres                        | Rosinha              |                             |
| 1975 | Confissões de Uma Viúva Moça                      | Eugênia              |                             |
| 1975 | Deixa Amorzinho...Deixa                           | Elza                 |                             |
| 1975 | Os Maníacos Eróticos                              | Mulher do industrial |                             |
| 1977 | Ouro Sangrento                                    | Sandra               |                             |
| 1978 | Assim Era a Pornochanchada                        | Ela Mesma            | Documentário                |
| 1978 | Os Melhores Momentos da Pornochanchada            | Ela Mesma            | Documentário                |
| 1978 | Pecado Sem Nome                                   | Mulher do Delegado   |                             |
| 1978 | A Noite dos Duros                                 | Cassandra            |                             |
| 1982 | Um Casal de Três                                  | Verônica             |                             |
| 1991 | O Filme da Minha Vida                             | —                    |                             |
| 1992 | Vênus de Fogo                                     | Paola                |                             |
| 2000 | Vida e Obra de Ramiro Miguez                      | —                    |                             |
| 2000 | Dias                                              | —                    | Curta-metragem              |
| 2002 | O Amor Segundo o Aurélio                          | —                    |                             |
| 2002 | Bacuri                                            | Prostituta           | Curta-metragem              |
| 2006 | Vestido de Noiva                                  | Dona Laura           |                             |
| 2013 | O Caso Letícia                                    | —                    | Curta-metragem              |
| 2014 | Guia Prático para Escolher o Sofá dos seus Sonhos | Gladys               | Curta-metragem              |
| 2016 | Cartas de Amor são Ridículas                      | Rosa                 |                             |
| 2016 | Fantasias de Papel                                | Ela mesma            |                             |
| 2018 | Poesia e Melodia                                  | Coordenadora         |                             |
| 2018 | Pobre Yurinho                                     | Avó                  | Curta-metragem              |

Como autora
- 1976 - Tem Alguém Na Minha Cama[22]

### Televisão
| Ano  | Título                   | Personagem                | Notas                             |
| ---- | ------------------------ | ------------------------- | --------------------------------- |
| 1975 | Pecado Capital           | Gigi                      |                                   |
| 1975 | Roque Santeiro           | Linda Bastos              | Versão censurada                  |
| 1976 | O Casarão                | Carolina Galvão (jovem)   |                                   |
| 1977 | Um Sol Maior             | Márcia                    |                                   |
| 1980 | Dulcinéa vai à guerra    | Alice Batateira           |                                   |
| 1980 | Um Homem Muito Especial  | Mira                      |                                   |
| 1981 | Os Imigrantes            | Maria Rodrigues dos Anjos |                                   |
| 1982 | As Cinco Panelas de Ouro | Esmeralda                 |                                   |
| 1984 | Viver a Vida             | Denise                    |                                   |
| 1984 | Caso Verdade             | Ana                       | Episódio: "Vida"                  |
| 1985 | Tudo em Cima             | Laura Tiradentes          |                                   |
| 1985 | Ti Ti Ti                 | Júlia Spina (jovem)       |                                   |
| 1986 | Tudo ou Nada             | Lizandra                  |                                   |
| 1990 | Gente Fina               | Indhira                   |                                   |
| 1992 | Tereza Batista           | Beatriz                   |                                   |
| 1993 | Sex Appeal               | Luíza Viana Garcia        |                                   |
| 1993 | Sonho Meu                | Promoter da festa         | [ 23 ]                            |
| 1995 | Você Decide              | —                         | Episódio: "O Pátrio Poder"        |
| 1996 | Você Decide              | —                         | Episódio: "Não se Esqueça de Mim" |
| 1996 | Quem É Você?             | Tânia                     |                                   |
| 1997 | Velas de Sangue          | Alice                     |                                   |
| 1997 | Você Decide              | Dr.ª Helena               | Episódio: "Epidemia"              |
| 1998 | Brida                    | Malu                      |                                   |
| 1999 | Você Decide              | —                         | Episódio: "O Esposo"              |
| 1999 | Malhação                 | Assistente social         | Participação Especial             |
| 2005 | A Lua me Disse           | Juíza                     | Participação Especial             |
| 2005 | Mandrake                 | Marly Moreira             | Episódio: "Eva"                   |
| 2009 | Viver a Vida             | Yolanda Vidigal           |                                   |
| 2011 | Morde & Assopra          | Dora                      |                                   |

## Teatro
- 1975 - Greta Garbo, Quem Diria, Acabou no Irajá
- 1976 - A Verdadeira História da Gata Borralheira[24]
- 1980 - Cordélia Brasil
- 1980/1981 - Pega Ladrão
- 1982/1983 - As Tias
- 1985/1986 - O Outro Lado dos Lençóis
- 1986 - Larga do Meu Pé
- 1987 - Se Meu Roskof Falasse
- 1988 - A Grande Revista
- 1989 - Brasileiras e Brasileiros
- 1994 - A Grande Revista
- 1994 - A Mulher Alheia
- 1997 - Anônima
- 2005 - A Busca[25]
- 2014 - Da Vida das Marionetes[26]